# Żytkiejmy
Żytkiejmy (Duits: Szittkehmen; 1936-1938: Schittkehmen; 1938-1945: Wehrkirchen) is een plaats in het Poolse woiwodschap Ermland-Mazurië, in het district Gołdapski. De plaats maakt deel uit van de gemeente Dubeninki en telt 907 inwoners.

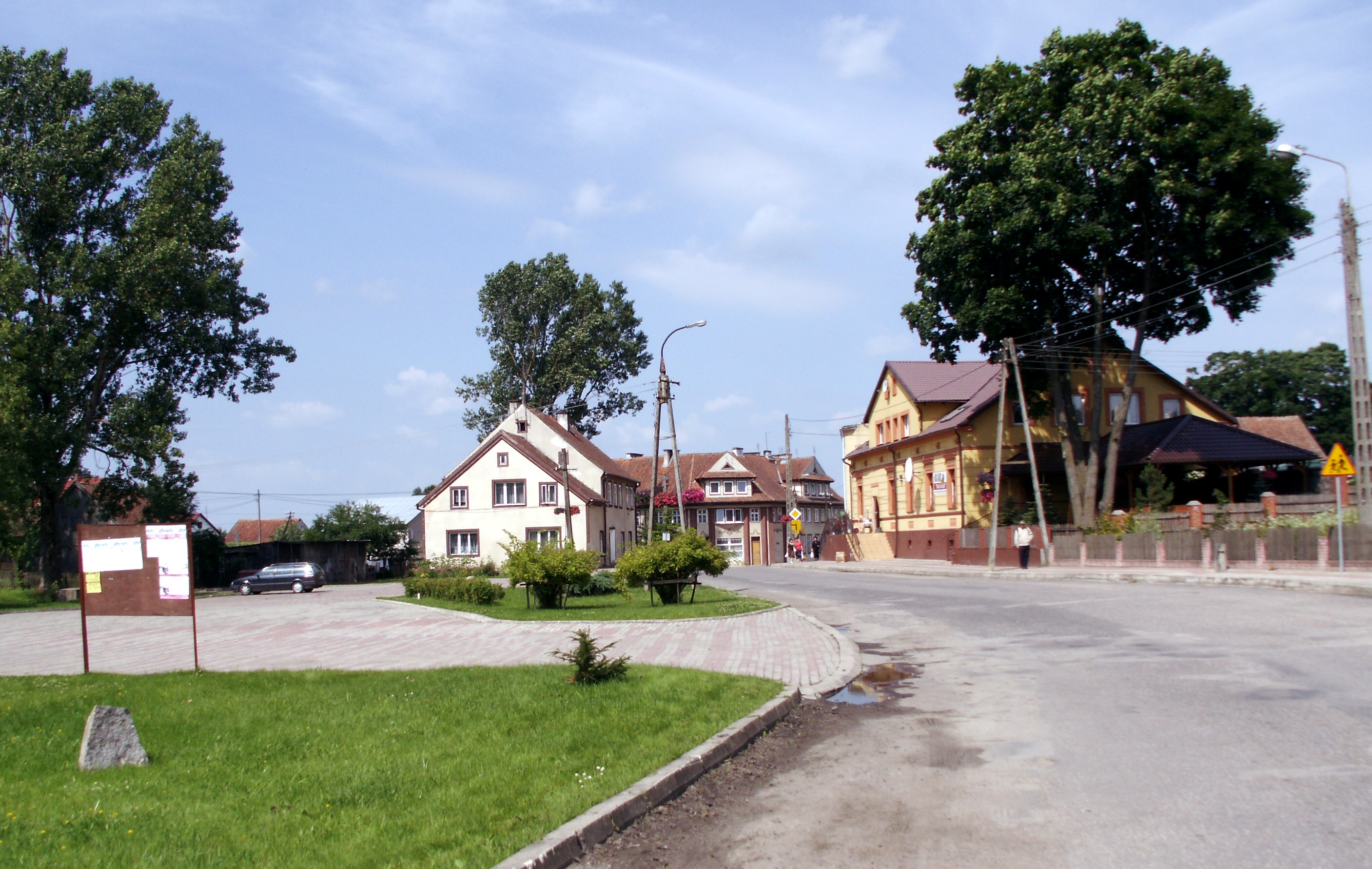
Żytkiejmy Centrum